# اورهو نیسیلا
اورهو نیسیلا (فنلاندی: Urho Nissilä؛ زادهٔ ۴ آوریل ۱۹۹۶) بازیکن فوتبال اهل فنلاند است.
از باشگاه‌هایی که در آن بازی کرده‌است می‌توان به باشگاه فوتبال ام‌وی‌وی ماستریخت، باشگاه فوتبال زولته وارخم، و باشگاه فوتبال کوپیون پالوسئورا اشاره کرد.
وی همچنین در تیم‌های ملی فوتبال زیر ۲۱ سال فنلاند، و فنلاند بازی کرده‌است.